# 幸运十三攻击
幸运十三攻击（Lucky Thirteen attack）是一项针对使用密码块链接操作模式的傳輸層安全性協定实现的加密学計時攻擊方法，由倫敦大學皇家霍洛威學院信息安全组的纳迪姆·J·阿尔法丹（Nadhem J. AlFardan）及肯尼·帕特森（Kenny Paterson）于2013年2月首次开发并反馈。

## 攻击方式
幸运十三攻击是塞尔日·瓦德奈所提出的密文填塞攻击（曾认为已被完全修复）的全新变种，其针对传输安全性协议算法中的訊息鑑別碼检查阶段进行計時侧信道攻击，进而绕过原版密文填塞攻击的补丁。
“就这方面而言，（幸运十三）攻击手段对传输安全性协议的普通用户并未造成显著的威胁。但是，攻击者的进攻方式肯定会逐渐提升，我们无法预料到攻击者的攻击方式将如何发展，亦或是提前知道尚未发现的攻击手段。”——纳迪姆·J·阿尔法丹及肯尼·帕特森
研究人员仅仅对传输层安全协议的自由软件实现进行了测试，发现所有被测试的产品均受到此问题的影响，并已成功对OpenSSL及GnuTLS进行了攻击。因为研究者负有披露责任且与软件供应商进行了合作，部分软件更新已在缺陷公开当时修复漏洞。
虽然亚马逊专有的S2n实现已作出了防止时序攻击的措施，但马丁·R·阿尔布雷特（Martin R. Albrecht）和帕特森还是成功对S2n实现了幸运十三的变种攻击。

## 脚注
1. ↑  原文："In this sense, the attacks do not pose a significant danger to ordinary users of TLS in their current form. However, it is a truism that attacks only get better with time, and we cannot anticipate what improvements to our attacks, or entirely new attacks, may yet be discovered."